# Vojtěch Kulp
Vojtěch Kulp, též Vojtěch šlechtic Kulp z Trolčova (14. února 1850 Horní Moštěnice – 23. března 1932 Kroměříž) byl český politik, poslanec Moravského zemského sněmu a Říšské rady, koncem 19. století první český starosta Kroměříže.

## Životopis
Narodil se do rodiny Tomáše Kulpa a jeho manželky Františky. Jeho otec působil jako lázeňský lékař v Bochoři.Nejprve studoval na Piaristickém gymnáziu v Kroměříži, poté v letech 1869–1873 absolvoval práva na Vídeňské univerzitě. Pak nastoupil jako soudní úředník, zpočátku jako auskultant v Olomouci, později byl soudním adjunktem v Dačicích, Jihlavě a Kroměříži. V roce 1883 opustil státní služby a věnoval se podnikání. Téhož roku usedl do správní rady cukrovaru v Kroměříži (předsedou tohoto podniku zůstal dlouhodobě). V letech 1887–1896 byl prvním etnicky českým starostou Kroměříže. Zasadil se o hospodářský rozvoj města. Jeho nástup do čela městské samosprávy měl velký význam pro české hnutí na Moravě. Kroměříž byla jedním z prvních větších měst, kde takto Češi převládli. Již od roku 1884 byl Kulp členem obecního výboru. Zasloužil se o rozšíření českého gymnázia na vyšší, měl podíl na založení učitelského ústavu, reálky, hospodářské školy, mlékárenské školy, ústavu pro choromyslné, starobince, chudobince, regulace toku Moravy. Dlouhodobě předsedal Hospodářské jednotě záhlinicko-kvasické.
Zasedal jako poslanec Moravského zemského sněmu. Ve volbách roku 1891 se stal i poslancem Říšské rady (celostátní zákonodárný sbor), kde zastupoval městskou kurii, obvod Kroměříž, Uherské Hradiště atd. Byl prvním českým poslancem zvoleným za tento obvod. Mandát obhájil za týž okrsek i ve volbách roku 1897 a volbách roku 1901. Zvolen byl i ve volbách roku 1907, konaných již podle všeobecného a rovného volebního práva, tedy bez kurií. Uspěl v českém okrsku Morava 05. Usedl do parlamentní frakce Český klub. Ve vídeňském parlamentu setrval do konce funkčního období sněmovny, tedy do roku 1911. Zasedal v převážně mladočeské parlamentní frakci, byl ovšem stoupencem staročeské Moravské národní strany Jana Žáčka. Dne 10. září 1913 byl jmenován čestným občanem města Kroměříž. V letech 1917-1918 zasedal v Panské sněmovně (jmenovaná horní komora Říšské rady). Nejvyšším rozhodnutím ze dne 27. února 1914 byl povýšen císařem Františkem Josefem I. do šlechtického stavu. Listinou z 22. dubna téhož roku mu byl udělen predikát von Trolčov.
V roce 1882 se v kroměřížském kostele sv. Mořice oženil s Luisou Troltschovou (1860–1909), dcerou správce arcibiskupského velkostatku. Manželé bydleli v osadě Štěchovice. Z jejich manželství vzešlo pět dětí, čtyři se dožily dospělosti.
Zemřel v roce 1932 a je pohřben na kroměřížském hřbitově.
Jeho syn Ing. Vojtěch Kulp ml. (1889–1940) zahynul v Buchenwaldu.